# Stratton (Cornouailles)
Pour les articles homonymes, voir Stratton.
Stratton (Strasnedh en cornique) est une ville et paroisse civile dans l'ouest des Cornouailles, au Royaume-Uni.

## Personnalités liées à la ville
- Piers Brendon (1940-), écrivain britannique connu pour ses œuvres historiques et biographiques, y est né ;
- Mosco Carner (1904-1985),  musicologue, chef d'orchestre et critique musical britannique d'origine autrichienne, y est mort.

## Références

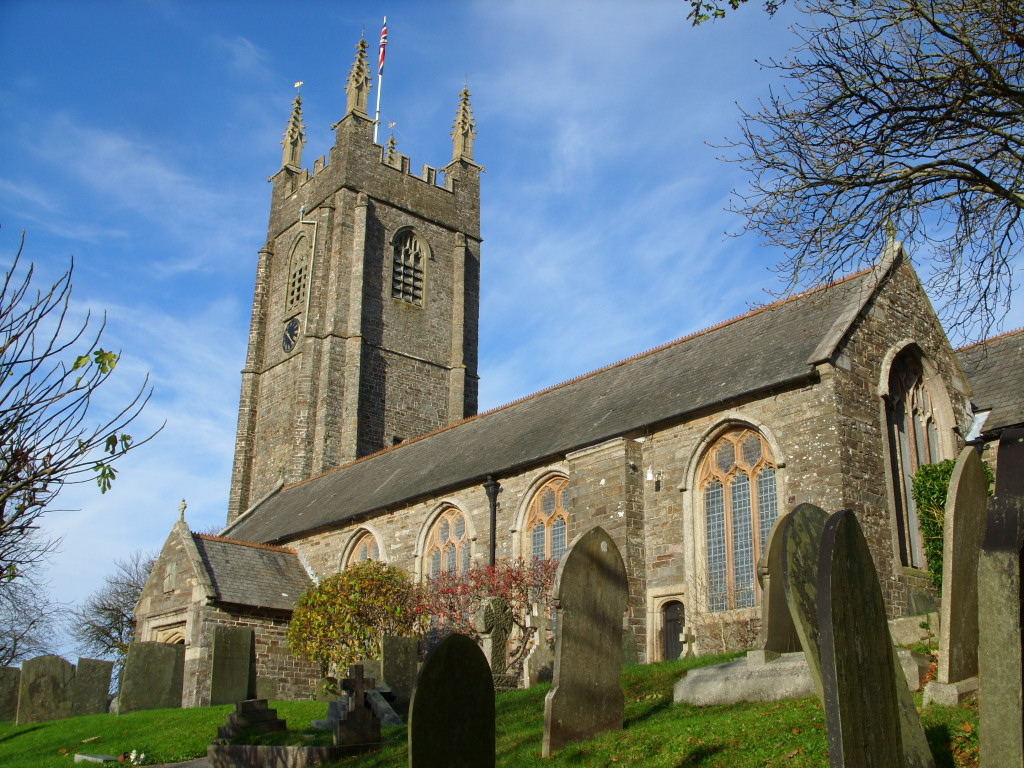
L'église de St Andrew dans la ville.

## Jumelage
- Ergué-Gabéric (France)[1]